# Peintre de Lipari
Le peintre de Lipari est un peintre anonyme de vases polychromes grecs qui a été actif en Italie du Sud dans la période de transition entre la fin de l'époque classique et le début de l'époque hellénistique (première moitié du IIIe siècle av. J.-C.). Il doit son nom au fait que presque tous les vases qui lui sont attribués viennent de l'île de Lipari.
C'est à Arthur Dale Trendall que revient le mérite d'avoir identifié le premier la main de ce peintre de vases. Selon Trendall, ce peintre était installé sur la côte nord de la Sicile et la présence de sa production à Lipari résultait d'une importation. Madeleine Cavalier a montré depuis, en s'appuyant sur de nouveaux vases de la nécropole de Lipari que l'on peut attribuer à ce peintre, qu'il est plus vraisemblable qu'il s'agisse d'une production locale de Lipari.
Trendall datait les productions du peintre de Lipari du dernier quart du IVe siècle av. J.-C. ; en s'appuyant sur les résultats des nouvelles fouilles, Madeleine Cavalier abaisse cette datation d'une vingtaine d'années.
La technique utilisée combine la technique des vases à figures rouges et des couleurs diverses : bleu, jaune, blanc, appliquées à la détrempe après la cuisson, ce qui rend ces couleurs fragiles.
Le peintre de Lipari a eu des élèves ou des continuateurs, comme le peintre du Foulard blanc, le peintre des Trois Nikè, le peintre de la Colombe, le peintre de Falcone.
La production du peintre de Lipari, provenant des nécropoles fouillées dans l'île, est principalement exposée dans la salle XXIV du Musée archéologique régional éolien (Museo archeologico regionale eoliano di Lipari).